# Říční ostrov

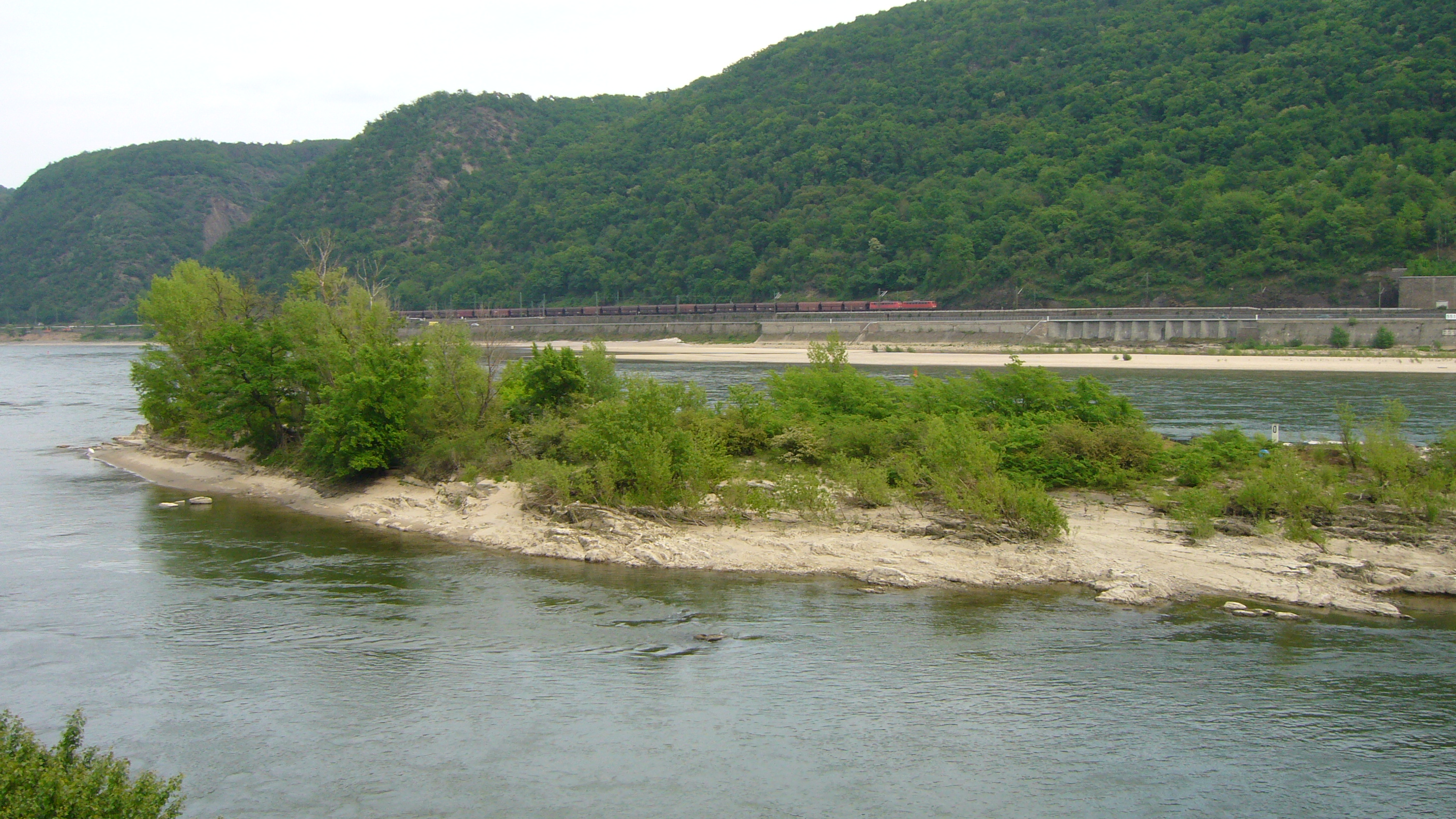
Typický říční ostrov na řece Rýn u Oberweselu

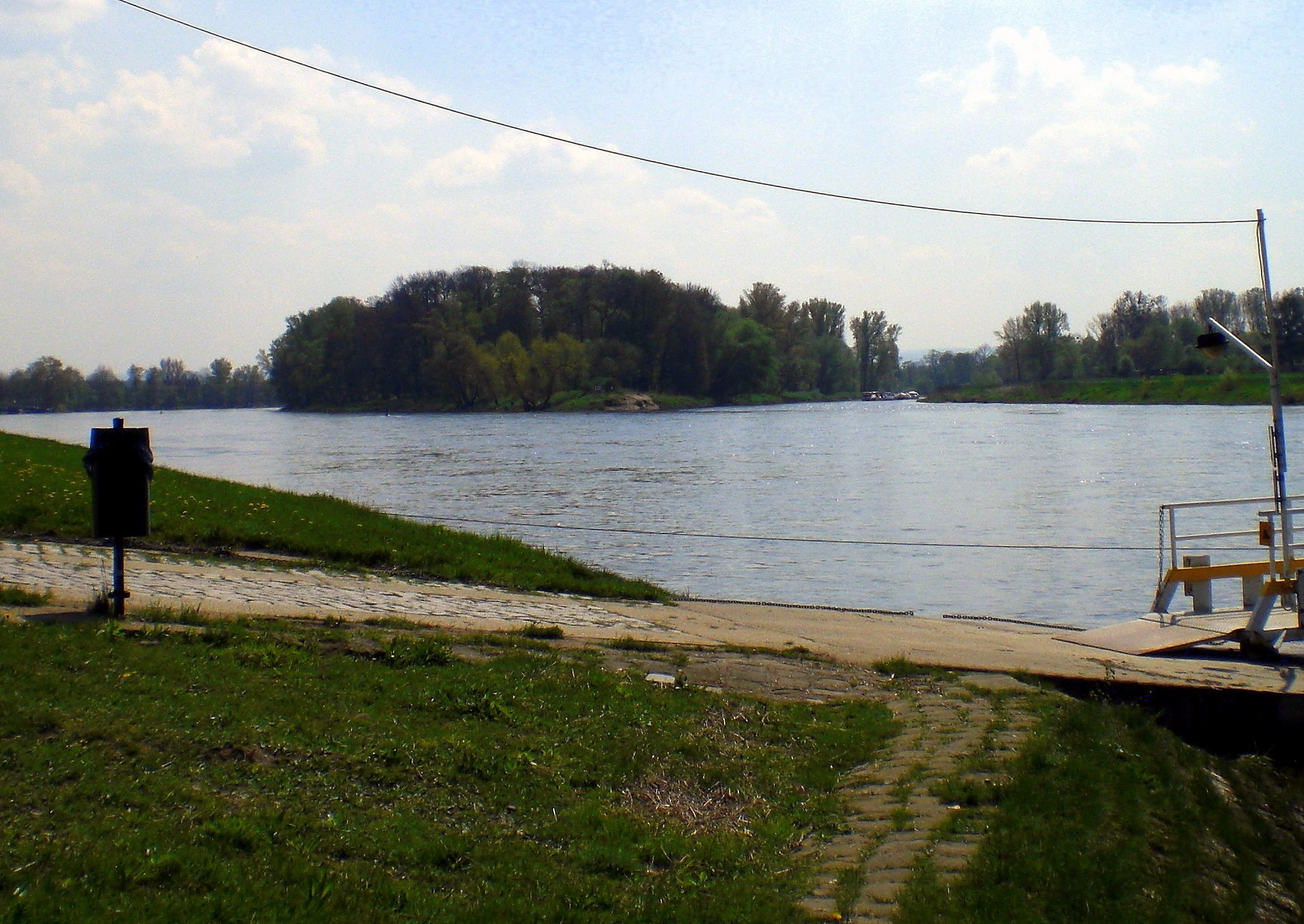
Říční ostrov na Labi u Drážďan-Pillnitz

Říční ostrov je ostrov ve vodním toku (řeka, potok). Společně s jezerními ostrovy patří do skupiny vnitrozemských ostrovů. Může být vytvořen v důsledku fluviálních procesů (sedimentace) nebo lidské činnosti. Často má v důsledku přírodních procesů a zejména konstantního proudu dlouhý a úzký tvar. Tvořen je – na rozdíl od ostrovů oceánských, či mořských – převážně nánosy usazenin, pískem či štěrkem. Říční ostrovy vznikají také v říčních deltách. Nové ostrovy mohou vznikat také při záplavách, kdy řeka nebo její rameno oddělí část původního břehu. 
Tvar a povrch říčních ostrovů je zejména u neregulovaných toků velmi proměnlivý. Říční ostrovy tak snadno vznikají ale i zanikají, například v důsledku vysokého stavu vody při povodni nebo silných deštích. Při nízkém stavu vody naopak tyto ostrovy mohou zaniknout splynutím s „pevninou“.

## Největší říční ostrovy světa
| Pořadí | Název             | Rozloha (km²)    | Stát       | Řeka                | Pozn. |
| ------ | ----------------- | ---------------- | ---------- | ------------------- | --- |
| 1      | Marajó            | 49 602 km²       | Brazílie   | Amazonka/Rio Pará   | Jedná se o ostrov ve spojené deltě dvou řek, ale protože je ze dvou stran omýván Atlantikem, není často považován za říční ostrov. Zároveň druhý největší ostrov Jižní Ameriky. |
| 2      | Bananal           | 19 162 km²       | Brazílie   | Araguaia/Rio Javaés | Největší (nepochybný) říční ostrov světa. |
| 3      | Tupinambarana     | 11 850 km²       | Brazílie   | Amazonka            | Největší skupina říčních ostrovů na světě. |
| 4      | Delta Nilu        | 8964 km²         | Egypt      | Rosetta/Damietta    | |
| 5      | Holandsko/Utrecht | 7361 km²         | Nizozemsko | Rýn/IJssel          | |
| 6      | Caviana           | 4968 km²         | Brazílie   | Amazonka            | |
| 7      | Grande de Gurupá  | 4864 km²         | Brazílie   | Amazonka            | |
| 8      | Isla Margarita    | 2100 až 2832 km² | Kolumbie   | Magdalena           | Užíván je i název Mompox. |
| 9      | Uarini            | 2339 km²         | Brazílie   | Uarini/Amazonka     | |
| 10     | Boven-Digoel      | 2171 km²         | Indonésie  | Digul/Kawaga        | |

Největším říčním ostrovem v Evropě je Žitný ostrov na Dunaji na Slovensku.